# Markus Eberle
Markus Eberle (Mittelberg, 2 febbraio 1969) è un allenatore di sci alpino ed ex sciatore alpino austriaco naturalizzato tedesco dalla stagione 1993-1994, vincitore della Coppa Europa nel 1991.

## Biografia

### Carriera sciistica

#### Stagioni 1987-1998
Specialista delle prove tecniche originario di Riezlern, Eberle debuttò in campo internazionale in occasione dei Mondiali juniores di Hemsedal/Sälen 1987 e nella stagione 1990-1991 si aggiudicò, a pari merito con il tedesco Tobias Barnerssoi, la Coppa Europa. All'inizio della stagione seguente, il 17 dicembre 1991, ottenne il primo piazzamento in Coppa del Mondo nello slalom speciale di Madonna di Campiglio, dove fu 18º.
Fino alla stagione 1992-1993 gareggiò per l'Austria, mentre dalla stagione 1993-1994 rappresentò la Germania. Esordì ai Campionati mondiali a Sestriere 1997, dove non completò né lo slalom gigante né lo slalom speciale, e ai Giochi olimpici invernali a Nagano 1998: anche in quel caso non completò né lo slalom gigante né lo slalom speciale.

#### Stagioni 1999-2004
In Coppa del Mondo ottenne il suo miglior risultato con il 4º posto conquistato nello slalom speciale di Park City del 22 novembre 1998; nella stessa stagione ai Mondiali di Vail/Beaver Creek 1999 si classificò 23º nello slalom gigante e non concluse lo slalom speciale. L'anno dopo nella rassegna iridata di Sankt Anton am Arlberg 2001 fu 14º nello slalom speciale, mentre ai XIX Giochi olimpici invernali di Salt Lake City 2002, sua ultima presenza olimpica, non completò la prova di slalom speciale così come al suo congedo iridato, Sankt Moritz 2003.
Disputò la sua ultima gara in Coppa del Mondo a Shigakōgen l'8 marzo 2003, classificandosi 19º in slalom speciale; continuò a prendere parte a competizioni minori (gare FIS, campionati nazionali) fino al definitivo ritiro avvenuto in occasione dello slalom speciale dei Campionati svizzeri 2004, disputato il 21 marzo a Sankt Moritz e non completato da Eberle.

### Carriera da allenatore
Dopo il ritiro è divenuto allenatore nei quadri della Federazione sciistica della Germania.

## Palmarès

### Coppa del Mondo
- Miglior piazzamento in classifica generale: 30º nel 1999 e nel 2000

### Coppa Europa
- Vincitore della Coppa Europa nel 1991

### Campionati tedeschi
- 11 medaglie (dati dal 1995)[1]:
  - 6 ori (slalom gigante, slalom speciale nel 1997; slalom speciale nel 1998; slalom gigante nel 1999; slalom gigante nel 2000; slalom gigante nel 2003)
  - 1 argento (slalom gigante nel 2002)
  - 4 bronzi (slalom gigante nel 1998; slalom speciale nel 1999; slalom speciale nel 2000; slalom speciale nel 2003)